# رونی سوندین
رونی سوندین (انگلیسی: Ronnie Sundin؛ زادهٔ ۳ اکتبر ۱۹۷۰) بازیکن هاکی روی یخ اهل سوئد بود.
از باشگاه‌هایی که در آن بازی کرده‌است می‌توان به نیویورک رنجرز اشاره کرد.